# رون مارك
رون مارك (بالإنجليزية: Ron Mark)‏ هو سياسي نيوزلندي، ولد في 29 يناير 1954 في نيوزيلندا. حزبياً، نشط في حزب العمال النيوزيلندي. وقد انتخب عضو مجلس النواب نيوزيلندا وقد انضم خلال فترته النيابية ‏ للكتلة البرلمانية نيوزيلندا أولا (حزب سياسي) وانتخب عضو مجلس النواب نيوزيلندا وقد انضم خلال فترته النيابية ‏ للكتلة البرلمانية نيوزيلندا أولا (حزب سياسي).